# 호소카와 노부노리

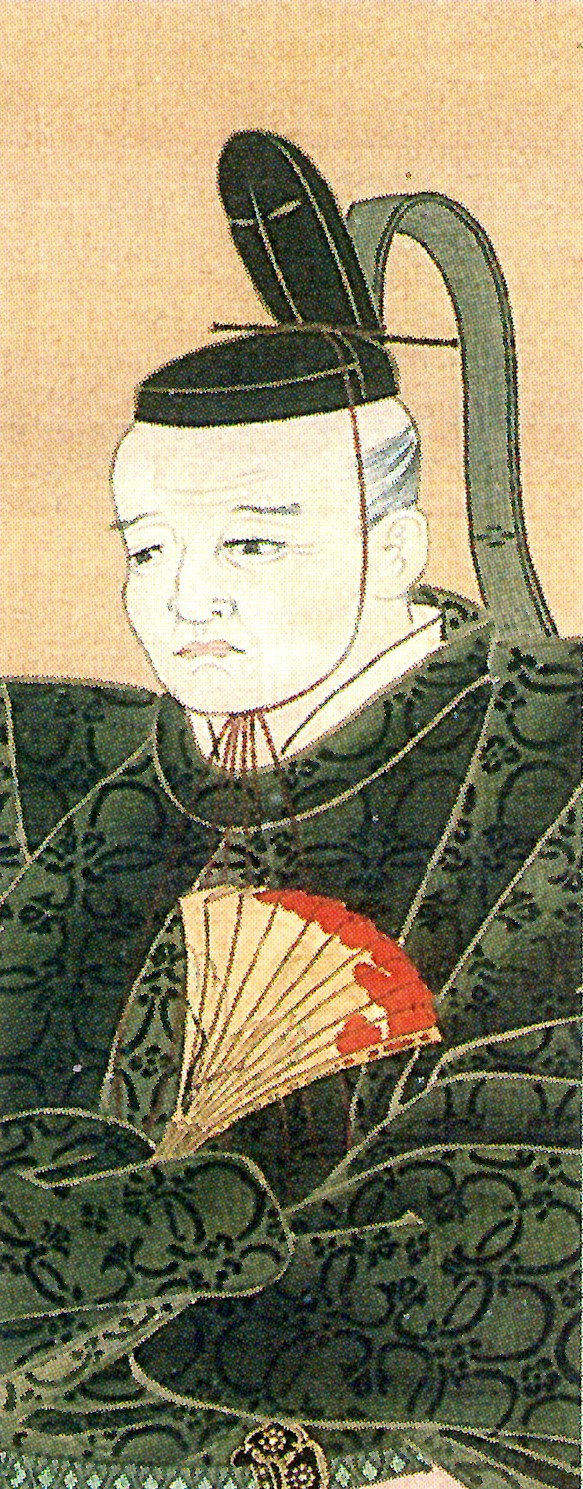
호소카와 노부노리

호소카와 노부노리(細川宣紀, 1676년 ~ 1732년)는 에도 시대 중기의 다이묘이다. 히고 구마모토번 제4대 번주(藩主)이자 구마모토번 호소카와가 제5대 당주이다. 아명은 다케노스케(竹之助), 원복 후 도시타케(利武)로 개명하였으며 백부이자 양부 호소카와 쓰나토시 구마모토 종가를 이었으며 에도 막부 제6대 쇼군 도쿠가와 이에노부의 편휘(偏諱)를 받아 노부노리로 개명하였다.
친부은 히고 신덴번주 호소카와 도시시게이며 그의 차남으로 태어났다. 노부노리가 종가를 이어받은 계기는 사촌동생이자 구마모토번 세자 호소카와 요시토시가 요절하였기 때문이다.
| 전임 호소카와 쓰나토시 | 제4대 구마모토번 번주 (히고 호소카와가) 1712년 ~ 1732년 | 후임 호소카와 무네타카 |